# Езак
Езак (фр. Aizac) је насељено место у Француској у региону Рона-Алпи, у департману Ардеш.
По подацима из 2011. године у општини је живело 152 становника, а густина насељености је износила 22,86 становника/km².

## Демографија
| 1962. | 1968. | 1975. | 1982. | 1990. | 2011. |
| ----- | ----- | ----- | ----- | ----- | ----- |
| 196   | 177   | 137   | 144   | 156   | 152   |